# Slap Čondžijon
Slap Čondžijon (korejsko 천지연폭포) je slap na otoku Čedžu v Južni Koreji. Visok je 22 m in širok 12 m. Je ena glavnih turističnih znamenitosti na otoku, še posebej, ko je ponoči osvetljen. Ponoči je z nočnimi lučmi mogoče videti 'Skriti obraz', kamnito formacijo.

## Opis
Že ime nakazuje, da gre za stičišče med nebom in zemljo, saj čon pomeni 'nebo', dži pa 'zemlja'.
Čeprav voda vedno pade na določeno območje, se lahko glede na količino dežja razprši. Na dnu slapa je umetni ribnik, globok 20 m. Dva majhna jezova pomagata ohranjati vodo na določeni ravni.
Velike vulkanske kamnine tvorijo kopenske mostove, ki turistom omogočajo fotografiranje pred slapovi. Za te slapove so značilne trahitne andezitne kamnine. Izvir slapa Čondžijon je izvir iz dna potoka Somban. Izvir slapa je potok Jonhe-čun. Slap je eden od treh znanih slapov otoka Čedžu, druga dva sta slapova Čondžejon in slap Džongbang.
Slap Čondžijon je znan tudi po raznolikem rastlinstvu in živalstvu, saj pot do slapa poteka skozi vrt subtropskih rastlin. Race selivke, Elaeocarpus sylvestris var. ellipticus (naravni spomenik št. 163), Psilotum nudum in Castanopsis cuspidata var. sieboldii, Xylosma congesta in kamelija so nekateri primeri flore in favne okoli slapov. Njegov ribnik je znan kot habitat marmorirane jegulje (Anguilla marmorata), ki je aktivna predvsem ponoči. Znana kot jegulja Mutae (무태), je v Koreji uvrščena med naravne spomenike št. 27.
Da bi prišli do slapa, morajo obiskovalci hoditi po urejeni poti. Blizu začetka poti je tradicionalni korejski splav (테우; teu). Tik preden se pride do slapa na poti, je treba prečkati most, s katerega je spodaj mogoče videti veliko različnih rib koi. Ob poti so trije kupi zloženih ali uravnoteženih kamnov. V starih časih je človek pod večji kamen položil majhen kamen in molil za zdravje in blaginjo svoje družine.